# Universidad de la City de Londres
La Universidad de la City de Londres (City, University of London), fundada en 1894, es la mayor universidad de las tres que tienen sede en la ciudad de Londres, Reino Unido. Es una universidad de renombre por la calidad de sus estudios y por la investigación.
La City, University of London, es una universidad internacionalmente famosa. Sus graduados tienen un buen expediente de empleo. La universidad es también conocida por su excelente coordinación con la industria.

## Alumnos notables
| - Samira Ahmed, periodista y escritora británica - Herbert Henry Asquith, premio ministro británico - Clement Attlee, primer ministro británico - Tony Blair, primer ministro británico - Jim Dutton, militar británico - Chloë Fox, política australiana - Olha Freimut, presentadora de televisión ucraniana - Mahatma Gandhi, líder del movimiento nacionalista indio - Stelios Haji-Ioannou, empresario griego - Muhammad Iqbal, poeta paquistaní - Muhammad Ali Jinnah, gobernador general de Paquistán - Syed Kamall, político británico | - Muhtar Kent, ejecutivo de negocios turco-estadounidense - Sharon Maguire, realizadora galesa - Bernard Miles, actor inglés - Robin Milner, científico británico en informática - Jawaharlal Nehru, político hindú - Houda Nonoo, embajadora de Baréin - Richard Preston, escritor estadounidense - Stav Shaffir, política israelí - Aris Spiliotopoulos, político griego - Margaret Thatcher, primera ministra británica - Ivy Williams, abogada británica |